# Krzysztof Gawronkiewicz
Krzysztof Gawronkiewicz (ur. 1 kwietnia 1969 w Warszawie) — grafik, malarz, storyboardzista, twórca komiksów.

## Życiorys
Absolwent Liceum Plastycznego, potem dwukrotnie student ASP w Warszawie (Wydział Architektury Wnętrz, Wydział Grafiki). Jest autorem rysunków do komiksów, m.in. Mikropolis, Esencja, Achtung Zelig!.
Swoje pierwsze komiksy zaczął tworzyć w szkole podstawowej. Były to adaptacje seriali telewizyjnych, m.in. "Kosmos 1999" oraz autorskie wersje przygód Tarzana i Koraka, które znał z komiksów kupowanych na warszawskim Wolumenie.
Zadebiutował w 1988 jako ilustrator opowiadań w Nowej Fantastyce, gdzie ukazał się również jego pierwsze komiksy. W Nowej Fantastyce poznał Macieja Parowskiego, który zaproponował mu narysowanie komiksu "Burza" (później przekształconego w powieść o tym samym tytule).
W 1992 na pierwszym roku grafiki na warszawskiej ASP poznał Dennisa Wojdę, późniejszego scenarzystę Mikropolis i Tabula Rasa. Pierwszym komiksem, który wspólnie zrealizowali był "Taksówkarz". Był to prawdopodobnie pierwszy pasek z serii Mikropolis, która od 1994 regularnie ukazywała się w magazynie "Kelvin & Celsjusz" (numery 3–9).
Kolejne paski z tej serii ukazywały się ponadto w czasopismach "BRUM" (1995), "Nowa Fantastyka", "Gazeta Wyborcza", "Ślizg" (1998), "Komiks Forum", "Plastik" (1999), "AQQ", "Arena Komiks", "Klatka vs. Lekarstwo", "Wprost", "Click!", "Aktivist", "Aktivist Exklusiv" (2004–2005; jako "Notatki z Mikropolis"),"DosDedos", "Fluid", "Meble", "The Cut By Levi's" (2008). W 2000 komiks "Krzesło w piekle" z serii "Mikropolis" otrzymał Grand Prix Międzynarodowego Festiwalu Komiksu w Łodzi.
Esencja do scenariusza Grzegorza Janusza w roku 2003 zdobyła główną nagrodę w pierwszej edycji Europejskiego Konkursu Komiksowego, organizowanego przez francuskie wydawnictwo Glénat i szwajcarską telewizję arte.
Rozwiedziony z Edytą Jesiotr, ma córkę Zoję i syna Maksa.

## Wybrana twórczość

### Mikropolis
scenariusz: Dennis Wojda
- Przewodnik turystyczny, Siedmioróg 2001
- Moherowe sny, Mandragora 2002
- Terra incognita (w przygotowaniu)

### Przebiegłe dochodzenie Ottona i Watsona
scenariusz: Grzegorz Janusz
- Esencja, Mandragora 2005
- Romantyzm, Mandragora 2007

### Powstanie
scenariusz: Marzena Sowa
- Przed burzą, Dupuis (Belgia) 2014

### Antologie
- Krzesło w piekle – album towarzyszący wystawie indywidualnej, wyd. Kultura Gniewu oraz BWA Jelenia Góra, Galeria Bielska BWA, MBWA Leszno, Galeria Sztuki w Legnicy, BWA Zielona Góra, 2015

### Komiksy w antologiach i czasopismach (wybór)
- Epizod: Ostlandia, "Nowa Fantastyka" 1989; "Komiks Forum" nr 5, grudzień 1996
- Grafomania, scen. Grzegorz Janusz, 1990 – 1992, "Lampa" nr 6, 2004
- Demokracja, scen. i rys. Krzysztof Gawronkiewicz, 1990, "Kic" nr 2, 1994
- Komisarz – Opowieść kosmiczna, scen. i rys. Krzysztof Gawronkiewicz (1990), "Kic" nr 4 (10) 1995
- 1410, "Komiks" nr 4/1991 (10)
- Horror, scen. Rafał Bogusławski (1988), "Komiks" nr 4/1991 (10)
- Ucieczka z Warszawy '40 (fragment komiksu Burza), scen. Maciej Parowski, "Komiks" nr 4/1991 (10); "Komiks" nr 2/1993 (20)
- Powtórka z Goeteborga, współpraca Sławomir Rogowski, "Super Boom" nr 3/1993
- 1969, "AQQ" nr 1, 1993
- Achtung Zelig! (fragment), scen. Krystian Rosiński, "AQQ" nr 2, 1993
- Kinoman, scen. Grzegorz Janusz, "Komiks Forum" nr 5, grudzień 1996
- Burza (fragment), scen. Maciej Parowski, "Komiks Forum" nr 5, grudzień 1996
- Mikropolis. Na południe, scen. Dennis Wojda, "Komiks Forum" nr 5, grudzień 1996
- Mikropolis, scen. Dennis Wojda, "Komiks Forum" nr 5, grudzień 1996
- Jedynak, scen. Grzegorz Janusz, "Czas Komiksu" nr 2, Viking 1996
- Świętokradztwo, scen. Grzegorz Janusz, "Czas Komiksu" nr 7, 1998
- Mesjasz, scen. Dennis Wojda, "Gazeta Wyborcza" 1996; "Arena Komiks" nr 1, październik 2000
- Star Wars odc. 236, scen. Dennis Wojda, "Gazeta Wyborcza" 1997; "Ślizg" 1998
- Stowarzyszenie trzech bród, scen. Dennis Wojda, "Gazeta Wyborcza" 1997
- Tabula Rasa, scen. Dennis Wojda, "Gazeta Wyborcza" 1997; "Arena Komiks" nr 1 – 5, 2000 – 2001
- Pomieszanie rozumu, scen. Grzegorz Janusz, rys. Krzysztof Gawronkiewicz, Przemysław Truściński, "Lekarstwo" nr 1, 1998
- Odlecieć jak najdalej, scen. S. Dziedzic; "Podróże" 1998
- Mikropolis, scen. Dennis Wojda, "Komiks w kulturze ikonicznej XX wieku" (Jerzy Szyłak), Słowo/Obraz Terytoria 1999
- draMMat, scen. Grzegorz Janusz, 1999, "Komiks. Antologia komiksu polskiego", Egmont 2000
- Braterstwo krwi (Mikropolis), scen. Dennis Wojda, "Komiks kontra AIDS", Krajowe Centrum ds. AIDS 2002
- Burza (fragment), scen. Maciej Parowski, "Wrzesień. Wojna Narysowana. Antologia komiksu polskiego", Egmont 2003
- Charles, scen. Grzegorz Janusz, "Ślizg" 2003
- Mikropolis, Tabula Rasa (fragment), scen. Dennis Wojda, "Zeszyty Komiksowe" #2, 2004
- (Bez tytułu), scen. Michał Kalicki, "Lampa" nr 3, 2004
- Tout à sa place, scen. Grzegorz Janusz, "Spirou" 2006
- Mikropolis. Le bocal d'amour, scen. Dennis Wojda, "Spirou" 2006
- (Bez tytułu) komiks z serii Mikropolis w hołdzie Tytusowi, scen. Dennis Wojda, "Przekrój" nr 42 (3252), 2007
- Chleb i sól, scen. Grzegorz Janusz, antologia komiksowa 44, Muzeum Powstania Warszawskiego sierpień 2007
- Tarzan – fragment komiksu narysowanego w roku 1978, "Zeszyty Komiksowe" #6.
- Mikropolis. Klątwa wodnika, scen. Dennis Wojda, "W sąsiednich kadrach. Polacy i Czesi o sobie w komiksie", listopad 2009
- 1969, "Czas na komiks", timof i cisi wspólnicy oraz BWA Jelenia Góra, BWA Zielona Góra, BWA Wrocław, sierpień 2010
- Mikropolis. Terra incognita, scen. Dennis Wojda, "Katalog wystawy konkursowej MFKiG – 2012", październik 2012
- Powstanie. Przed burzą (fragment), Mikropolis. Terra Incognita (fragment), WebTrip. Lena (fragment), "Magma. La Bande Dessinée Polonaise contemporaine", katalog wystawy w Strasburgu, BWA Jelenia Góra, maj 2016
- Achtung Zelig! (fragment), Powstanie. Przed burzą (fragment), Burza (fragment), "Memoria e narrazione. Il fumetto storico polacco", katalog wystawy w Neapolu, BWA Jelenia Góra, kwiecień 2017
- Na południe, Mikropolis (cztery paski), Kinoman, "La bande dessinée polonaise au SoBD à Paris", katalog wystawy w Paryżu, BWA Jelenia Góra, grudzień 2019[3]
- Kinoman, scen. Grzegorz Janusz, "Slovo a obraz. Súčasný poľský komiks", katalog wystawy w Bratysławie, Instytut Polski w Bratysławie, marzec 2020

### Inne komiksy
- Chciałbym zainwestować, Giełda Papierów Wartościowych w Warszawie SA 2001
- Achtung Zelig! Druga wojna, scen. Krystian Rosenberg, Kultura Gniewu, Zin Zin Press 2004

### Wydania obcojęzyczne
- Achtung Zelig!, scen. Krystian Rosenberg, Casterman 2005
- Les extravagantes enquêtes d'Otto et Watson tom 1: Essence, scen. Grzegorz Janusz, Glénat 2007
- Les extravagantes enquêtes d'Otto et Watson tom 2: Romantisme, scen. Grzegorz Janusz, Glénat 2007

## Nagrody i wyróżnienia

### Międzynarodowy Festiwal Komiksu i Gier w Łodzi
- 1991 – wyróżnienie za komiks "Powtórka z Goeteborga" (wspólnie ze Sławomirem Rogowskim).
- 1992 – Grand Prix za komiks "1969".
- 1992 – wyróżnienie w kategorii najlepszy komiks czarno-biały za komiks "1969".
- 1993 – najlepszy komiks przygodowy za komiks "Achtung Zelig!" (scen. Krystian Rosiński).
- 1993 – najlepszy komiks czarno-biały za komiks "Achtung Zelig!" (scen. Krystian Rosiński).
- 1994 – nagroda publiczności za komiks "Jedynak" (scen. Grzegorz Janusz).
- 1994 – najlepszy komiks czarno-biały za komiks "Jedynak" (scen. Grzegorz Janusz).
- 1995 – najlepszy komiks czarno-biały za komiks "Kinoman" (scen. Grzegorz Janusz).
- 1995 – nagroda Komiks Forum za komiks "Kinoman" (scen. Grzegorz Janusz).
- 2000 – Grand Prix za komiks "Mikropolis. Krzesło w piekle" (scen. Dennis Wojda).
- 2002 – nagroda publiczności za komiks "Mikropolis. Golenie wieczorową porą" (scen. Dennis Wojda).
- 2003 – 1. miejsce za komiks "Sen życia" (scen. Grzegorz Janusz).
- 2004 – najlepszy album polski – "Achtung Zelig!" (scen. Krystian Rosiński).
- 2005 – najlepszy album polski – "Esencja" (scen. Grzegorz Janusz).
- 2012 – wyróżnienie za komiks "Mikropolis. Terra incognita" (scen. Dennis Wojda).

### Interkomix
- 2003 – najlepszy album polski – "Mikropolis. Moherowe sny".
- 2003 – najlepszy rysownik polski za album "Mikropolis. Moherowe sny".
- 2004 – najlepszy album polski – "Achtung Zelig!"
- 2004 – najlepszy rysownik polski za album "Achtung Zelig!"
- 2005 – najlepszy album polski – "Esencja".
- 2005 – najlepszy rysownik polski za album "Esencja".

### Nagroda Pegaza
- 2003 – nominacja w kategorii Sztuka za album "Mikropolis. Moherowe sny"[4]

### Nagrodatygodnika "Przekrój"
- 2004 – album roku – "Achtung Zelig!"
- 2005 – album roku – "Esencja"
- 2006 – nominacja do nagrody "Fenomeny 2005", za "perfekcjonizm połączony z elastycznością. Za wyobraźnię, która czerpie z surrealizmu i realizmu to, co czyni dziś z komiksu gatunek literacki aktualny i interesujący."[5]

### Nagroda K' Krakowskiego Klubu Komiksu
- 2005 – najlepszy album polski – "Esencja".
- 2005 – najlepszy polski rysownik za album "Esencja"

### Zagraniczne nagrody i wyróżnienia (Francja i Belgia)
- 2003 – Grand Prix Arte-Glenat za komiks "Essenz" ("Esencja") (scen. Grzegorz Janusz).
- 2003 – nominacja do nagrody Arte-Glenat za komiks "Tabula rasa" (scen. Dennis Wojda).
- 2005 – Prix Millepages BD za komiks "Achtung Zelig!" (scen. Krystian Rosiński)
- 2006 – nominacja BD Festival Angoulême za komiks "Essence" ("Esencja") (scen. Grzegorz Janusz).
- 2006 – nominacja Salon BD Nimês za komiks "Achtung Zelig!" (scen. Krystian Rosiński).
- 2006 – Prix Festival BD Vaison la Romaine za komiks "Achtung Zelig!" (scen. Krystian Rosiński).
- 2006 – nominacja Prix Saint Michel Bruxelles za komiks "Achtung Zelig!" (scen. Krystian Rosiński).

## Wystawy
- 1994 – "Komiksorama", Muzeum Karykatury, Warszawa
- 1996 – "Koniec latających talerzy", Muzeum Karykatury, Warszawa
- 1998 – "Komiks w Polsce 1919 – 1998", Biblioteka Narodowa, Warszawa
- 1998 – "La bande dessinée en Pologne 1919-1998", Maison du Limousin (Paryż), Château de Saint-Auvent (Saint-Auvent), Fédération des Compagnons du Tour de France (Limoges"
- 1998 – "Współczesny komiks polski 1991 – 1997", Muzeum Okręgowe, Toruń
- 1999 – "La bande dessinée en Pologne 1919-1998", Galerie des Trois Notre Dame, Angoulême
- 2000 – "Orient man and comrades. Three generations of Polish comic books’ artists", 52. Frankfurter Buchmesse, Frankfurt/M
- 2000 – "Pro Bolonia", ZPAP, Warszawa
- 2001 – "Pocztówki z Mikropolis", 12. Międzynarodowy Festiwal Komiksu, Łódzki Dom Kultury
- 2002 – "Zapiski antropologiczne z Mikropolis", Klub Leżaki, Warszawa[6]
- 2002 – "D’Arcy komiks", D'Arcy, Warszawa
- 2003 – "Dzięsięciu francuskich twórców komiksów", Galeria Aspekt, Akademia Sztuk Pięknych, Warszawa
- 2003 – "Komiksy i storyboardy filmowe", Galeria ZOO, Warszawa
- 2003 – "Napisane obrazem", Mediateka, Wrocław
- 2004 – "Komiks w Awangardzie", Galeria Awangarda, Wrocław[7]
- 2004 – "Arte – Glenat", Concergerie, Paryż
- 2004 – "Komiks na horyzoncie", 15. Międzynarodowy Festiwal Komiksu, Łódź
- 2004 – "Alph' art", Instytut Francuski, Kraków
- 2004 – "Nowa Polska", L’Hippodrome, Douai
- 2004 – "Komiks na horyzoncie", BWA Awangarda, Wrocław[8]
- 2005 – "Die Verdammten im Haus Schwarzenberg-Schönheit siegt auf allen Fronten", Haus Schwarzenberg, Berlin
- 2005 – "Komiks na horyzoncie", Centrum Sztuki i Techniki Japońskiej Manggha, Kraków
- 2005 – "Pomysł na komiks", BWA Jelenia Góra[9]
- 2006 – "World Manga Exhibition", Kyōto Kokusai Manga Myūjium, Kioto
- 2006 – "Leste Europeu", 17 International de Banda Desenhada da Amadora, Lizbona[10]
- 2006 – "Die Ausstellung des polnischen Comics", Instytut Polski, Wiedeń
- 2006 – "La bande dessinée à la Polonaise", Dexia Art Center, Bruksela
- 2006 – "Comics nach Polnischer Art", Galeria Spedition am Güterbahnhof, Brema[11]
- 2010 – "Czas na komiks", BWA Jelenia Góra[12]
- 2010 – "Czas na komiks", BWA Zielona Góra[13]
- 2011 – "Czas na komiks", Studio BWA Wrocław[14]
- 2011 – "Czas na komiks", Galeria Instytutu Polskiego w Bratysławie[15]
- 2011 – "Czas na komiks", Galeria Bielska BWA[16]
- 2011 – "Czas na komiks", Wałbrzyska Galeria Sztuki Biuro Wystaw Artystycznych "Zamek Książ"
- 2011 – "Wystawa komiksu polskiego w Tokio"[17]
- 2011 – "Czas na komiks", MFKiG Łódź
- 2011 – "ULTIMA THULE", Studio BWA Wrocław[18]
- 2012 – "Czas na komiks", MBWA Leszno[19]
- 2012 – "Ilustracja PL 2012", Soho Factory, Warszawa[20]
- 2012 – "Czas na komiks", Galeria Sztuki im. Jana Tarasina w Kaliszu
- 2012 – "Komiks polski: historie w dymkach", Levinsky College of Education, Tel Awiw[21]
- 2015 – "Krzesło w piekle", BWA Jelenia Góra[22]
- 2015 – "Krzesło w piekle", Galeria Bielska BWA
- 2015 – "Krzesło w piekle", MBWA Leszno[23]
- 2015/2016 – "Krzesło w piekle", Galeria Sztuki w Legnicy
- 2016 – "Krzesło w piekle", BWA Zielona Góra
- 2016 – "Magma. La Bande Dessinée Polonaise contemporaine", Lieu d’Europe, Strasbulles – Festival Européen de la Bande Dessinée, Strasbourg[24]
- 2016 – "Krzesło w piekle", MFKiG w Łodzi
- 2017 – "Memoria e narrazione. Il fumetto storico polacco", Napoli COMICON[25]
- 2017 – "Pamięć i opowiadanie. Polski komiks historyczny", BWA Jelenia Góra[26]
- 2018 – "Pamięć i opowiadanie. Polski komiks historyczny", MBWA Leszno
- 2019 – "Komiks polski na SoBD w Paryżu", Le Salon de la BD à Paris 2019[27]
- 2020 – "Slovo a obraz. Súčasný poľský komiks", Instytut Polski w Bratysławie[28]
- 2020/2021 – "Польский комикс на фестивале «КомМиссия» в Москве", Moskwa[29]
- 2022 – "La bande dessinée polonaise au Festival d'Angoulême", Angoulême[30]
- 2022 – "La bande dessinée polonaise à la Fête de la BD à Bruxelles", Bruksela[31]
- 2024 – "El cómic polaco aterriza en Barcelona", Comic Barcelona[32]
- 2025 – "El cómic polaco aterriza en España", Pałac Quintanar, Segowia